# Christian Kellner
Christian Kellner, född i Liebertwolkwitz, Sachsen, död 11 juli 1733 i Stockholm, var en svensk organist.

## Biografi
Christian Kellner föddes i Liebertwolkwitz, Sachsen. Han var bror till organisten David Kellner. Kellner var från 1680 till 1681 och 1683 till 1697 domkyrkoorganist i Åbo domkyrka. Han var även från 1685 till 1689 rector canutus. Kellner var från 1697 till 1726 organist i Tyska S:ta Gertruds församling i Stockholm. Han avled 1733.
Kellner var lärare till organisten Johan Friedrich Seliger i Stockholm och organisten Johan Strommius i Gamla Karleby.

### Familj
Kellner var gift och fick barnen Anna Christina Kellner som var gift med organisten Johan Friedrich Seliger i Stockholm och Elisabeth Juliana Kellner som var gift med juveleraren Jacob Friedrich Glensinger.